# Al-Quwwat al-Jawwiyya al-'Arabiyya al-Suriyya
La al-Quwwāt al-Jawwiyya al-ʿArabiyya al-Sūriyya (in arabo القوّات الجوية العربية السورية‎?) ufficialmente Forza aerea araba siriana è l'attuale aeronautica militare della Siria e parte integrante delle Forze armate siriane.

## Storia
La fine della Seconda guerra mondiale ha portato ad un ritiro del Regno Unito e della Francia dai territori del Medio Oriente compreso la Siria. Nel 1948 fu costituita ufficialmente l'aeronautica militare siriana sulla base della prima classe di piloti brevettati dalle scuole di volo nel Regno Unito.
Nel 1950, la Siria e l'Egitto tentarono una unificazione nella Repubblica Araba Unita e ciò portò a un incremento di velivoli e di personale dell'aviazione siriana, ma l'unione non durò a lungo. Con l'ascesa del partito Ba'th e del suo leader Hafiz al-Asad, la Siria iniziò un piano di alleanze con i paesi del Patto di Varsavia per procurarsi aiuti e supporto dalla allora Unione Sovietica. In seguito a questi accordi, vi furono massicce forniture di materiali bellici dell'Europa dell'est per le Forze armate siriane, compresa l'aviazione.
L'aeronautica siriana, nonostante l'addestramento e le capacità, non è mai riuscita ad avere la meglio su Israele. Durante la guerra dei sei giorni, la Heyl Ha'Avir israeliana mise rapidamente la sua avversaria siriana in condizioni di non nuocere, distruggendo i due terzi delle forze e costringendo la rimanente parte a ritirarsi lontano dal confine israeliano. La superiorità aerea ottenuta ha facilitato le Forze Armate Israeliane nella condotta della guerra che portò alla disfatta dell'Esercito Siriano e alla perdita delle alture del Golan.
La successiva guerra del Kippur vide le forze aeree siriane ed egiziane, nuovamente alleate in chiave anti israeliana, dapprima in vantaggio, poi subire la perdita di più aerei di quanti ne erano riusciti ad abbattere.
Durante il conflitto la Pakistani Fida'iyye, l'aviazione militare pakistana, inviò 16 piloti in Medio Oriente al fine di sostenere Siria ed Egitto, ma al momento del loro arrivo il governo egiziano aveva già firmato il cessate il fuoco lasciando la Siria come unico stato in guerra contro Israele. Otto piloti dell'aviazione pakistana iniziarono le attività dalle basi siriane, formando la Sezione A della 67ª Squadriglia con base Dumayr.
I piloti pakistani utilizzarono i MiG-21 siriani conducendo missioni di Combat air patrol, cioè di pattugliamento antiaereo. Il tenente A. Sattar Alvi fu il primo pilota pakistano ad abbattere un Mirage israeliano in un combattimento aereo e per questo fu decorato dal governo siriano. Altri combattimenti aerei videro coinvolti gli F-4 Phantom israeliani con l'aviazione pakistana che però non perse un solo pilota o aereo nel corso del conflitto. I piloti pakistani sono rimasti in Siria sino al 1976, addestrando i piloti siriani alla guerra aerea.
Al termine della guerra, la Siria rimase nell'area di influenza del blocco comunista, mentre l'Egitto passò all'area d'influenza NATO, ricevendo di conseguenza equipaggiamenti occidentali.
Anche se continuava a ricevere aiuti orientali per la sua aeronautica, la Siria non ha avuto alcun successo durante la successiva guerra in Libano contro Israele del 1982, perdendo 87 aerei senza riuscire ad abbatterne nemmeno uno.

### Modernizzazione
Anche dopo il 1982, l'aviazione siriana ha continuato a ricevere armamenti di costruzione orientale secondo un piano di modernizzazione, tuttavia l'entità del rinnovamento non è nota con esattezza. Ne è infatti noto l'esatto numero ufficiale di aerei che compone l'aviazione. Ciò è dovuto al livello di segreto militare mantenuto dal governo siriano circa le caratteristiche delle proprie Forze armate. Risulta però che i siriani hanno comprato aerei MiG-29 e Sukhoi Su-24 che dovrebbero dare un notevole impulso all'aviazione, anche se voci in merito alla recente acquisizione di alcuni Sukhoi Su-27 sembrano infondate. Dal 2008 l'Aeronautica siriana sta acquisendo esemplari di MiG-29SMT e Yakovlev Yak-130 dalla Russia.
Era prevista l'acquisizione di otto esemplari dell'intercettore russo MiG-31E quando, forse per cause finanziarie o per le pressioni israeliane, l'affare è stato annullato dalla Russia.

## Aeromobili in uso
Sezione aggiornata annualmente in base al World Air Force di Flightglobal del corrente anno. Tale dossier non contempla UAV, aerei da trasporto VIP ed eventuali incidenti accorsi durante l'anno della sua pubblicazione. Modifiche giornaliere o mensili che potrebbero portare a discordanze nel tipo di modelli in servizio e nel loro numero rispetto a WAF, vengono apportate in base a siti specializzati, periodici mensili e bimestrali. Tali modifiche vengono apportate onde rendere quanto più aggiornata la tabella.
| Aeromobile                      | Origine   | Tipo                                   | Versione (denominazione locale) | In servizio (2024) | Note | Immagine |
| Aerei da combattimento          |           |                                        |                                 |                    | |          |
| Mikoyan-Gurevich MiG-29 Fulcrum | Russia    | cacciabombardiereconversione operativa | MiG-29SMMiG-29UB                | 19                 | 48 tra MiG-29A monoposto e MiG-29UB biposto ricevuti dall'Unione Sovietica alla fine degli anni ottanta ed entrati ufficialmente in servizio nel 1989. A partire dal 2011 circa 20 aerei in totale, con l'assistenza della Russia, sono stati portati ad una configurazione simile per alcuni aspetti al MiG-29SM. Non è chiaro quanti aerei siano stati effettivmente aggiornati, come non è chiaro quanti siano gli esemplari persi. Le autorità siriane hanno negato le notizie di un abbattimento di due MiG-29 da parte di F-15C israeliani, sia nel giugno del 1989, sia di ulteriori due nel 2001. Non viene confermato da parte siriana nemmeno l'abbattimento di un esemplare come dichiarato dai ribelli nel 2018. L'unica perdita ufficiale è quella di marzo 2020, dove un monoposto è andato perso per problemi tecnici. Si sta vagliando un drastico aggiornamento, che comprende un nuovo radar, l'adozione di più moderne tecnologie per la navigazione satellitare e armamento totalmente rinnovato. |          |
| Mikoyan-Gurevich MiG-23 Flogger | Russia    | cacciabombardiere                      | MiG-23MLDMiG-23BNMiG-23-98-2    | 87                 | Sugli 87 ufficialmente in dotazione, 64 MiG-23 sono stati aggiornati alla configurazione 98, in grado di impiegare munizionamento guidato e con sensoristica infrarossa. Si tratta dell'adozione del radar Moskit-23, al posto del vecchio Saphir-23MLA-II precedentemente in uso. Questi caccia sono inoltre ora in grado di impiegare missili aria-aria Vympel R-77 (AA-12 Adder), R-27 (AA-10 Alamo), aria-superficie Kh-31A (AS-17 Krypton). |          |
| Mikoyan-Gurevich MiG-21 Fishbed | Russia    | cacciabombardiere                      | MiG-21MFMiG-21bis               | 50                 | 45 MiG-21F-13 consegnati nel 1965, seguiti da 36 MiG-21PF nel 1966. Ulteriori 4 MiG-21F-13 ex Češkoslovenske Vojenske Letectvo e 12 MiG-21PF ex ungheresi furono consegnati per ripiazzare aerei persi. Dal 1968, furono consegnati 100 tra MiG-21PFM e MiG-21PFS, più 6 ricognitori MiG-21R ricevuti negli anni settanta. 61 MiG-21MF furono consegnati tra il 1971 e il 1973, i quali a causa di enormi perdite durante la Guerra dello Yom Kippur furono integrati con altri 75 MiG-21MF dall'URSS. Durante la guerra dello Yom Kippur, 12 MiG-21M furono acquistati dalla Germania dell'Est e ulteriori 12 MiG-21F-13 dalla Polonia. 198 MiG-21bis furono forniti dall'URSS negli anni ottanta. 8 addestratori MiG-21U furono consegnati negli anni sessanta, seguiti da 20 MiG-21UM nel 1973. |          |
| Sukhoi Su-24 Fencer             | Russia    | cacciabombardiere                      | Su-24M2                         | 18                 | Questi aerei sono stati ammodernati alla configurazione M2 con sistemi di navigazione e con l'integrazione di munizionamento guidato di precisione. L'aggiornamento comprende sistemi di comunicazione di generazione attuale, di aggancio bersagli e Head-Up Display mutuati dal Su-27SM, oltre all'adozione di missili aria-superficie Kh-31A/P e Kh-59 (AS-13 Kingbolt). Due dei 20 aerei in servizio al dicembre 2019 sono stati persi a febbraio 2020. |          |
| Sukhoi Su-22 Fitter             | Russia    | cacciabombardiere                      | Su-22M4                         | 39                 | 41 fino al 31/12/2017, un esemplare è stato distrutto da un Patriot israeliano il 24 luglio 2018. |          |
| Aerei da trasporto              |           |                                        |                                 |                    | |          |
| Antonov An-26 Curl              | Ucraina   | aereo da trasporto                     | An-26                           | 3                  | |          |
| Ilyushin Il-76 Candid           | Russia    | aereo da trasporto                     | Il-76                           | 2                  | |          |
| Aerei da addestramento          |           |                                        |                                 |                    | |          |
| Aero L-39 Albatros              | Rep. Ceca | aereo da addestramento                 | L-39ZOL-39ZA                    | 23                 | Svolgono il duplice ruolo dell'addestramento avanzato, appoggio tattico e controguerriglia. Uno dei 61 aerei in servizio al dicembre 2019 è stato perso a febbraio 2020. Secondo il WAF di Flightglobal, sarebbero 23 gli esemplari in organico al dicembre 2024. |          |
| PAC MFI-17 Mushshak             | Pakistan  | aereo da addestramento                 | MFI-17                          | 6                  | |          |
| Elicotteri                      |           |                                        |                                 |                    | |          |
| Kamov Ka-28 Helix               | Russia    | elicottero antisommergibile            | Ka-28                           | 2                  | |          |
| Mil Mi-2 Hoplite                | Russia    | elicottero d'attacco leggero           | Mi-2                            | 3                  | |          |
| Mil Mi-24 Hind                  | Russia    | elicottero d'attacco                   | Mi-25                           | 27                 | |          |
| Aérospatiale SA 341 Gazelle     | Francia   | elicottero d'attacco leggero           | SA 342                          | 62                 | |          |
| Mil Mi-8 Hip                    | Russia    | elicottero utility                     | Mi-8Mi-17                       | 49                 | |          |
| Mil Mi-14 Haze                  | Russia    | SAR                                    | Mi-14                           | 10                 | |          |

## Aeromobili ritirati
I precedenti aerei operati dall'Air Force erano il Fiat G.46, Fiat G.55, Supermarine Spitfire, Gloster Meteor, Sukhoi Su-7, MiG-17, MiG-19, Douglas C-47, Junkers Ju 52, T-6 Texan, Fiat G.46, L-29 Delfin, Mil Mi-6 e Mil Mi-4.

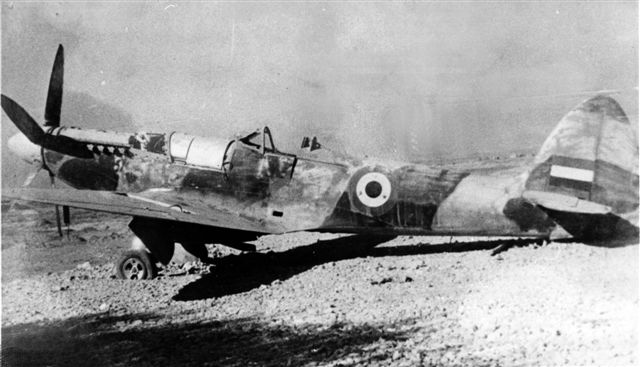
Uno Spitfire Siriano distrutto.

## Basi aeree
Aeroporti militari
- Aeroporto di Abu al-Duhor - 35°43′56″N 37°06′15″E
- Aeroporto di Afis - 35°08′19″N 36°06′55″E
- Aeroporto di Laodicea
- Aeroporto di Marj al-Sulṭān - 33°09′06″N 36°08′31″E
- Aeroporto di Qabr al-Sitt - 33°00′05″N 36°08′00″E
- Aeroporto di Tudmur

Aeroporti militari/civili
- Aeroporto di al-Qusayr - 34°34′09″N 36°34′22″E
- Aeroporto internazionale di Aleppo - 36°10′51″N 37°13′28″E
- Aeroporto di al-Nasiriyya - 33°55′05″N 36°51′57″E
- Aeroporto di al-Suwayda - 32°42′19″N 36°24′46″E
- Aeroporto Internazionale di Damasco - 33°24′41″N 36°30′56″E
- Aeroporto di Deir el-Zor - 35°17′07″N 40°10′34″E
- Aeroporto di Dumayr - 33°36′35″N 36°44′56″E
- Aeroporto di Hama - 35°07′06″N 36°42′40″E
- Aeroporto di Jirah - 36°05′48″N 37°56′11″E
- Aeroporto di Kamichlié - 37°01′26″N 41°11′36″E
- Aeroporto di Khalkhala - 33°03′41″N 36°33′08″E
- Aeroporto di Marj Ruhayyil - 33°17′06″N 36°27′29″E
- Aeroporto di Dimashq-Mezze - 33°47′08″N 36°22′06″E
- Aeroporto di Minakh - 36°31′19″N 37°02′12″E
- Aeroporto di Rasin el-Abud - 36°11′15″N 37°34′56″E
- Aeroporto di Saiqal - 33°40′57″N 37°12′50″E
- Aeroporto di Shayrat - 34°29′30″N 36°54′35″E
- Aeroporto di Tabqa - 35°45′17″N 38°34′00″E
- Aeroporto di Tiyas - 34°31′22″N 37°37′49″E

Aeroporti civili
- Aeroporto di Palmira - 34°33′58″N 38°18′03″E
- Aeroporto internazionale di Basil al-Assad - 35°24′04″N 35°56′55″E

## Insegne
La coccarda utilizzata dall'Aeronautica Siriana ha la stessa colorazione di quella utilizzata dell'aviazione militare egiziana. È costituita da tre cerchi concentrici: l'esterno rosso, l'intermedio bianco e quello centrale nero. La differenza con la coccarda egiziana consiste nel fatto che nella versione siriana nel cerchio bianco sono presenti due stelle verdi, come quelle presenti sulla bandiera della Siria. Sulla deriva è riportata la bandiera nazionale.
Di seguito si trovano le insegne portate sui velivoli dell'aviazione siriana dalla sua creazione fino ad oggi.
| Coccarda | Fin Flash | Anno introduzione | Anno sostituzione |
| -------- | --------- | ----------------- | ----------------- |
|          |           | 1948              | 1958              |
|          |           | 1958              | 1961              |
|          |           | 1961              | 1963              |
|          |           | 1963              | 1972              |
|          |           | 1972              | 1980              |
|          |           | 1980              | ancora in uso     |